# Paulina Biernat
Paulina Biernat (ur. 9 czerwca 1986 w Kielcach) – polska tancerka, psycholog, coach i prezenterka telewizyjna.

## Życiorys
Wychowała się w Kielcach. Ukończyła naukę w kieleckim II Liceum Ogólnokształcącego im. Jana Śniadeckiego, jest absolwentką Szkoły Wyższej Psychologii Społecznej w Warszawie na kierunku psychologia.

### Kariera taneczna
Treningi tańca towarzyskiego rozpoczęła w wieku dziewięciu lat w kieleckim klubie „Jump”. W parze z Jakubem Żeglenem osiągnęła najwyższą, międzynarodową klasę taneczną „S”. Od 2009 do końca 2011 tańczyła w parze ze Stefano Terrazzino, w międzyczasie jej partnerem tanecznym był też Marek Dedik.
W latach 2010–2011 występowała w charakterze trenerki tańca w programie rozrywkowym TVN Taniec z gwiazdami. Wystąpiła w dwóch edycjach, w których partnerowała Arturowi Barcisiowi (2010) i Michałowi Szpakowi (2011). Od 2014 z przerwami występuje jako trenerka tańca w programie Polsatu Dancing with the Stars. Taniec z gwiazdami. Jej partnerami tanecznymi byli: Jacek Lenartowicz, Tomasz Zimoch, Daniel Kuczaj i Wojciech Węcławowicz.
10 marca 2012 w parze z modelem Pawłem Stalińskim zajęła drugie miejsce w Tanecznym Turnieju Gwiazd „Elixa 2012”.

### Kariera dziennikarska
Prowadziła cykl Para do poprawy emitowany w programie Dzień dobry TVN (2015), autorski program Inspired.by realizowany dla Business & Prestige (2016–2017) i talk-show Taniec życia dla Onet.pl (2018).

## Życie prywatne
Była zaręczona z Kubą Miatkowskim. W kwietniu 2018 potwierdziła rozstanie z partnerem, do którego doszło latem 2017.